# 以哈戰爭期間美國境內的抗議
自2023年10月7日以色列—哈馬斯戰爭爆发以来，美国全国各地发生許多抗议活动，許多人發起集会、示威和守夜。
在战争开始的头十天里，美國境內支持以色列的示威活动比較多，但此后，要求以色列軍隊停火并撤出巴勒斯坦領土的亲巴勒斯坦反战抗议活动開始佔據上風，而且數量超過支持以色列的示威活動。 支持巴勒斯坦的抗议者批评美国支持以色列、抗議以色列入侵加沙地带，還有人認為以色列在加沙地帶實施种族灭绝。一些犹太左翼团体和一些美国政府工作人员也加入親巴勒斯坦抗議活動。2023年10月21日，紐約爆發親巴勒斯坦抗议活动，导致海湾岭交通中断了几个小时，至少19人被逮捕。
截至2023年12月5日，已有超过100万美国人参加了2,600多场抗议活动：其中442场支持以色列，2,100场支持巴勒斯坦。 另截至2024年4月，已经有两人因不滿以哈战争而自焚：2023年12月1日，一名身披巴勒斯坦国旗的身份不明女子在亚特兰大自焚 ；2024年2月25日，25岁的美国空军军人亚伦·布什内尔在华盛顿特区自焚。 

## 自2024年4月以來的學生運動
2024年4月18日，哥伦比亚大学爆發親巴勒斯坦抗議，纽约市警方逮捕了108名抗议者。美国民主党籍众议员伊勒汉·奥马尔的女儿也在抗议活动中被捕。不過此後哥伦比亚大学內的親巴勒斯坦抗議依然沒有停歇。同時抗議蔓延至耶魯大學、纽约大学等美國其他校園，警方逮捕逾千人。哥倫比亞大學的課程改由線上、線下混合授課，哥大校園對訪客關閉。南加州大學取消原訂於5月10日舉行的畢業典禮。加利福尼亚大学洛杉矶分校爆發了親以和親巴人士的衝突。4月30日晚上，紐約市警察踏進哥倫比亞大學校園，逮捕並驅散占領校內大樓和在校內紮營的挺巴勒斯坦示威人士。
美國總統拜登和纽约市市长埃里克·亚当斯認為校园內的抗議涉及反犹，並予以譴責。白宫国家安全委员会发言人约翰·柯比表示尊重和平抗议的权利，但谴责反犹太主义言論。美国国会众议院议长迈克·约翰逊來到哥伦比亚大学，要求学生结束反战抗议，並且威脅出动国民警卫队鎮壓抗議。以色列總理內塔尼亞胡指責学生抗议是“反犹浪潮”。不过抗议学生中有一部分是犹太人，抗议团体拒绝认定他們是在發動反犹太主义抗議。